# Indicateurs de population de l'Insee
Pour un article plus général, voir Démographie de la France.
L’Institut national de la statistique et des études économiques (Insee) produit différents indicateurs sur la population de la France.

## Population
- Population totale
- Population moyenne
- Population par âge et sexe, par région, par commune, etc.

## Naissances
- Nombre de naissances
- Taux de natalité
- Taux de fécondité par âge
- Indicateur conjoncturel de fécondité
- Taux brut de reproduction
- Taux net de reproduction
- Nombre moyen de premières naissances vivantes survenues au cours de la première année de mariage
- Accouchements multiples

## Décès
- Taux de mortalité global ; taux de mortalité par âge
- Quotients de mortalité à un âge donné
- Table de mortalité
- Espérance de vie à la naissance
- Espérance de vie à différents âges (par exemple, 60 ans, 80 ans).
- Veuvage (nombre de personnes dont l'époux ou l'épouse est décédé(e) dans l’année, risque de veuvage par sexe et âge, etc.)

## Unions
- Taux de nuptialité
- Taux de primo-nuptialité
- Quotients de primo-nuptialité à un âge donné
- Table de primo-nuptialité
- Indicateur conjoncturel de primo-nuptialité
- Indicateur conjoncturel de divortialité

## Autres
- Légitimation d’enfant par le mariage
- Émigration, immigration,  solde migratoire

## Note
1. ↑  Insee, « Les indicateurs démographiques », 18 décembre 2007, 18 pp.